# Episodi di The Mob Doctor
La prima e unica stagione della serie televisiva The Mob Doctor, composta da 13 episodi, è stata trasmessa sul canale statunitense Fox dal 17 settembre 2012 al 7 gennaio 2013.
In Italia la stagione è stata trasmessa in prima visione satellitare da Fox Life dal 24 giugno al 12 agosto 2013. 
In chiaro è inedita.
| nº | Titolo originale  | Titolo italiano         | Prima TV USA      | Prima TV Italia |
| -- | ----------------- | ----------------------- | ----------------- | --------------- |
| 1  | Pilot             | Doppia vita             | 17 settembre 2012 | 24 giugno 2013  |
| 2  | Family Secrets    | Segreti di famiglia     | 24 settembre 2012 | 1º luglio 2013  |
| 3  | Protect and Serve | Proteggere e servire    | 1º ottobre 2012   | 8 luglio 2013   |
| 4  | Change of Heart   | Ripensamenti            | 8 ottobre 2012    | 8 luglio 2013   |
| 5  | Legacy            | Legami di sangue        | 5 novembre 2012   | 15 luglio 2013  |
| 6  | Complications     | Complicazioni           | 12 novembre 2012  | 15 luglio 2013  |
| 7  | Turf War          | Lotta per il territorio | 19 novembre 2012  | 22 luglio 2013  |
| 8  | Game Changers     | Cambio di gioco         | 26 novembre 2012  | 22 luglio 2013  |
| 9  | Fluid Dynamics    | Strane coincidenze      | 3 dicembre 2012   | 29 luglio 2013  |
| 10 | Confessions       | Confessioni             | 29 dicembre 2012  | 29 luglio 2013  |
| 11 | Sibling Rivalry   | Il pacco bomba          | 31 dicembre 2012  | 5 agosto 2013   |
| 12 | Resurrection      | Resurrezione            | 5 gennaio 2013    | 5 agosto 2013   |
| 13 | Life and Death    | In guerra per la vita   | 7 gennaio 2013    | 12 agosto 2013  |